# Anacamptomyia pallida
Anacamptomyia pallida är en tvåvingeart som beskrevs av Roubaud och Villeneuve 1914. Anacamptomyia pallida ingår i släktet Anacamptomyia och familjen parasitflugor. Inga underarter finns listade i Catalogue of Life.